# Ioan Lemeni
Ioan Lemeni, magyar forrásokban Lemény János vagy Lemény Pap János (Dezmér, 1780. április 22. vagy 1780. április 23. – Bécs, 1861. március 29.) a fogarasi és gyulafehérvári görögkatolikus főegyházmegye püspöke, valamint a román görögkatolikus egyház elöljárója volt 1832–1850 között. 

## Pályafutása
Nemes családban született. Az elemi iskolát Kolozsváron és Balázsfalván végezte, a gimnáziumot és a jogi illetve filozófiai kurzusokat szintén Kolozsváron. Ugyan apja ügyvédnek szánta, ennek ellenére 1801-ben a balázsfalvi teológiai szeminárium diákja lett, innen Ioan Bob püspök a nagyváradi katolikus szemináriumba küldte. 1805. október 1-jén pappá szentelték. Két évig Balázsfalván tanított filozófiát és egyháztörténelmet, majd 1807-től Kolozsváron lett pap. Működése alatt a város és a környék román lakóinak többségét a görögkatolikus egyházba térítette. 1819. október 28-án kanonokká választották. 1820. október 1-jén Balázsfalvára költözött, és folytatta a tanítást. 1829-ben a tanítás mellett Ioan Bob püspök mellett titkárként dolgozott.

### Püspöki pályafutása
Bob halála után 1832. május 15-én püspökké választották; 179 szavazatot szerzett a lehetséges 212-ből. 1832. augusztus 23-án püspökké nevezték ki; miután 1833. április 16-án a Szentszék megerősítette, 1833. június 6-án Nagyváradon Samuil Vulcan püspökké szentelte, és július 14-én iktatták be hivatalába.
Már beiktatásakor elrendelte, hogy minden plébánia mellett létesüljön egy elemi iskola is. Püspöksége során végiglátogatta az egyházmegye majdnem mindegyik helységét. 1837-ben kibővíttette a balázsfalvi katedrálist. A balázsfalvi teológiai szemináriumban az oktatás időtartamát háromról négy évre hosszabbította. 
1842. márciusban a balázsfalvi káptalan nevében tiltakozást nyújtott be a bécsi udvarnak az ellen a tervezet ellen, amely a magyar nyelvet kötelezővé tette volna az egyház és az iskolák igazgatásába. Ugyanabban az évben Vasile Moga ortodox püspökkel együtt beadvánnyal fordult a kolozsvári országgyűléshez a királyföldi románok jogaival kapcsolatban.
Az 1848. május 15-i balázsfalvi román népgyűlés egyik vezető alakja volt; a gyűlés határozatait ő ismertette a május 30-i kolozsvári országgyűlésen. Mivel Erdély és Magyarország uniójának a pártján állt, konfliktusba került Simion Bărnuțiuval. 1848. október 21-én kiáltványban fordult a román néphez, hogy ne hallgassanak Puchner tábornoknak a magyarok elleni harcra szólító felhívására. Emiatt 1848. november 19-én Puchner felfüggesztette hivatalából, és elrendelte a püspöki jövedelmek lefoglalását. A szabadságharcban játszott szerepe miatt 1849. október 21-én húsz év várfogságra ítélték, de utóbb kegyelmet kapott. 1850. márciusban Erdély kormányzója, Ludwig von Wohlgemuth nyomására lemondott püspöki tisztségéről, és április 10-én Bécsbe távozott.
Utolsó éveit Bécsben, a ferencesek kolostorában töltötte, és ott is halt meg. A bécsi Simmering temetőben temették el, majd 1901-ben maradványait hazaszállították Balázsfalvára.

## Művei
- Az Istentől küldetett férfiú a gondviselés rendjében, az az halotti beszéd Bab János fogarasi görög egyesült vallású püspök felett. Kolozsvár, 1831.
- Rugimienta celor doi episcopi romanesci a celui greco-unit ši a celui greco neunit Vasile Moga. Ascerunt dietei dela 1842. in causa romanilor pe pamantul kraiesc numit ši sasesc. Brassó, év. n. (Az 1842-es országgyűléshez beadott folyamodvány, Moga Vasile ortodox püspökkel együtt)